# Centre Point

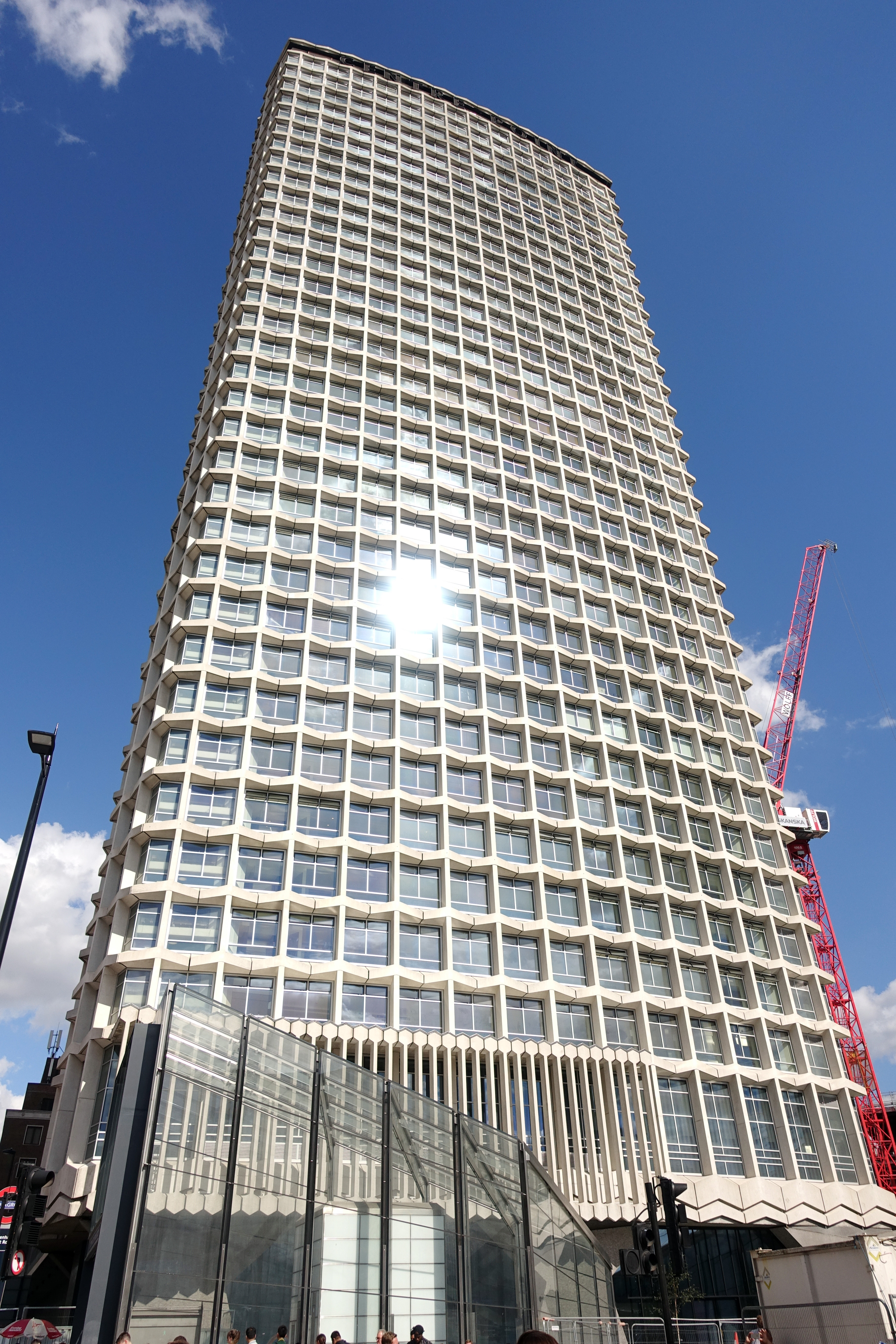

O Centre Point é um imponente prédio de escritórios no centro de Londres, Inglaterra, situado no endereço 101-103 da New Oxford Street, WC1, próximo ao St Giles' Circus e quase exatamente sobre a estação de metrô de Tottenham Court Road.
O prédio foi projetado por Richard Seifert em parceria com o engenheiro Pell Frischmann e foi erguido pela construtora Wimpey Construction entre 1963 e 1966. Mede 117 m (385 pés) de altura, tem 32 andares e 27,180 m2 (292,563 pés quadrados) de área construída e é o 27º prédio mais alto de Londres. Foi um dos primeiros arranha-céus da cidade e é hoje um prédio listado de grau II (Grade II building).